# Rocksjön, Småland
Rocksjön är en lagunsjö i Jönköping i Småland och ingår i Motala ströms huvudavrinningsområde. Sjön är 11,3 meter djup, har en yta på 0,324 kvadratkilometer och befinner sig 88 meter över havet.

## Sjöns historia och omgivning
Namnet förknippas med den medeltida byn Rockö (rødka). År 1615 kallades sjön Röcksjö. Andra äldre namn är Råkasjön, Råksjön och Råckesjön. Den har även haft namnet Ladugårdssjön, efter en kungsladugård belägen i öster.
Rocksjön tillförs sedan 1930-talet näringsfattigt vatten från Vättern genom kontinuerlig inpumpning vid Liljeholmskanalen.
Området kring sjön har exploaterats kraftigt och framtvingat bevarandeplaner, som även omfattar intilliggande Munksjön. En kanal från Vättern till Rocksjön har grävts i syfte att pumpa in vättervatten och skapa vattencirkulation i Rocksjön och Munksjön. Sjön har sitt naturliga utflöde genom Rocksjöån i Munksjön och avvattnas också längre söderut genom den grävda Simsholmskanalen.
Rocksjön ingår i Rocksjöns naturreservat som bildades 2010.
Vid Rocksjöns nordöstra strand ligger den kommunala badplatsen Rocksjöbadet. På norra stranden har Knektaparken anlagts. Vid sjön finns Rocksjöstadion (Jönköpings Energi Arena) för kanotsport. 
År 1881 uppförde konstnären John Bauers far Villa Sjövik vid Rocksjöns västra strand. Villan revs på 1960-talet. Idag är tomten en vildvuxen park med namnet John Bauers Park. På 1990-talet, på initiativ av bokbindarmästare Lennart Enander, återuppfördes villans brygga vid Rocksjön.
Rocksjön är även en hållplats för Krösatågen från Jönköping till Vaggeryd.

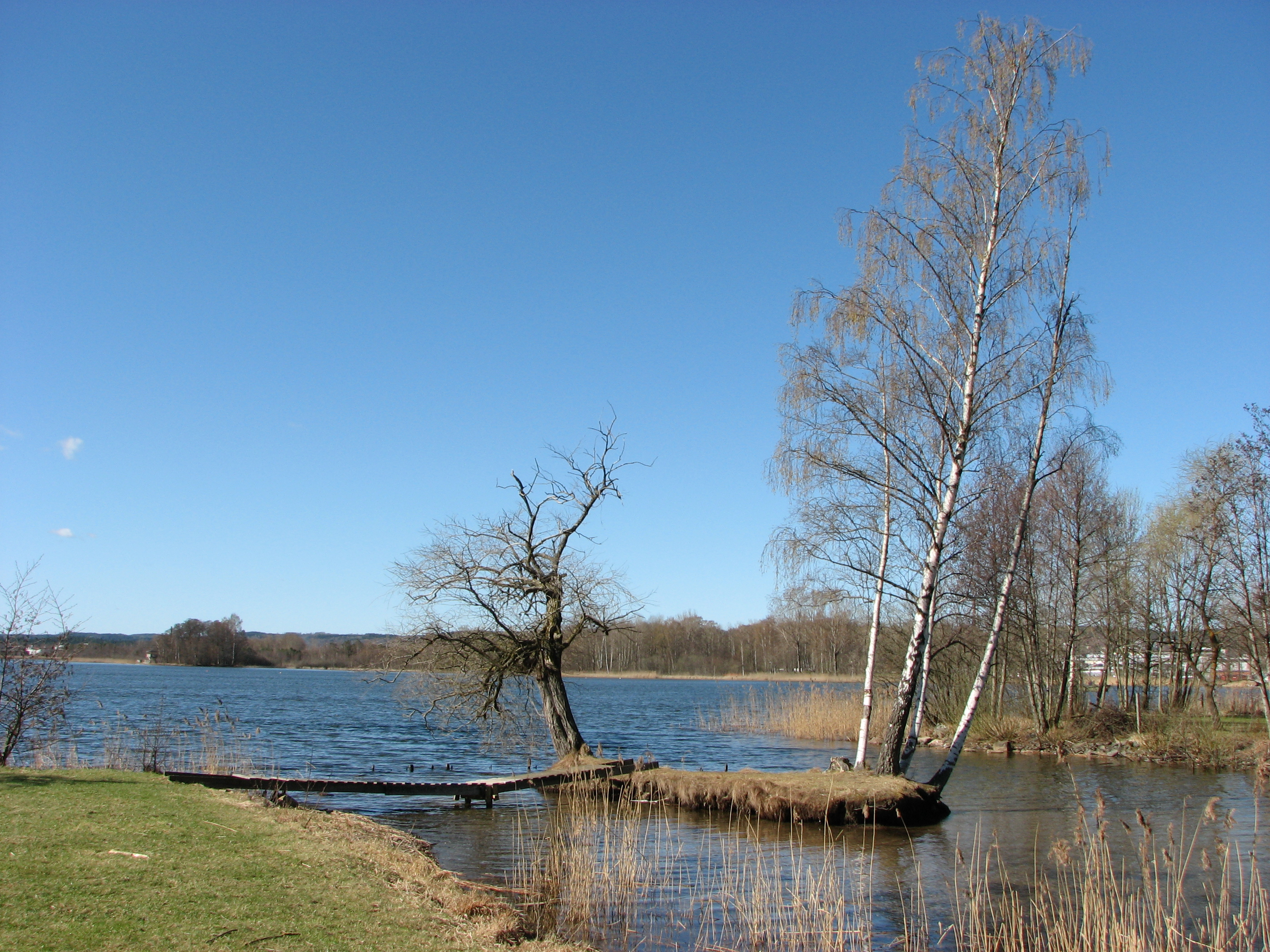
Liljeholmskanalens utlopp i Rocksjön.
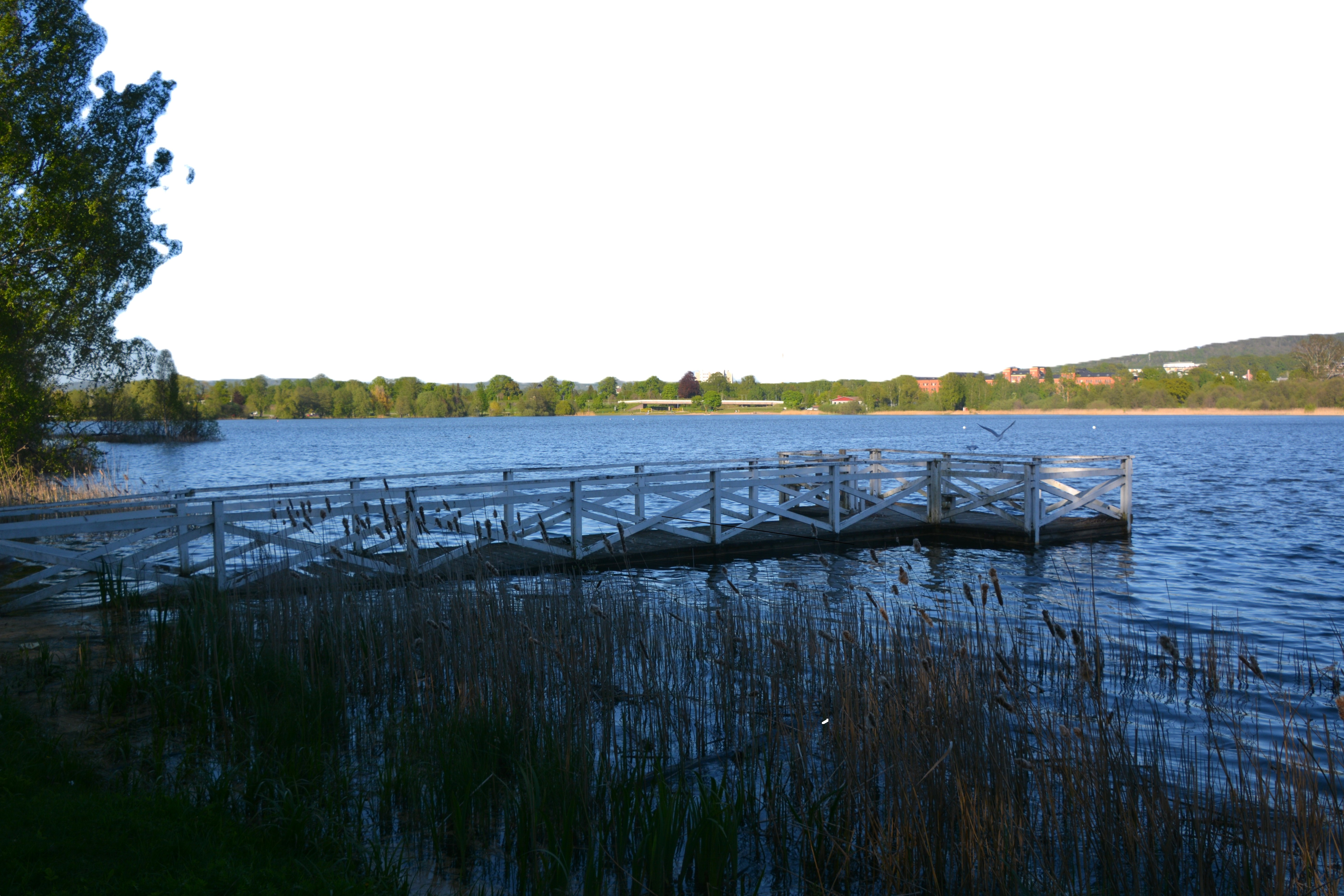
Bauers brygga.

## Delavrinningsområde
Rocksjön ingår i delavrinningsområde (640627-140357) som SMHI kallar för Utloppet av Rocksjön. Delavrinningsområdets medelhöjd är 163 meter över havet och ytan är 24,33 kvadratkilometer. Det finns inga delavrinningsområden uppströms utan avrinningsområdet är högsta punkten. Rocksjöån som avvattnar delavrinningsområdets har biflödesordning 3, vilket innebär vattnet flödar genom totalt 3 vattendrag innan det når havet efter 217 kilometer. Delavrinningsområdet består mestadels av skog (32 procent) och jordbruk (22 procent). Avrinningsområdet har 0,324 kvadratkilometer vattenytor vilket ger avrinningsområdet en sjöprocent på 1,33 procent. Bebyggelsen i området täcker en yta av 8,52 kvadratkilometer eller 35 procent av avrinningsområdet.

## Fisk
Vid provfiske har följande fisk fångats i sjön:
- Abborre
- Björkna
- Braxen
- Gärs
- Gädda
- Mört
- Nors
- Sarv
- Siklöja